# Гиперссылки на объекты, как часть IoT
Гиперссылка на объекты (Object hyperlinking) — неологизм, который обычно относится к расширению Интернета на объекты и местоположения в реальном мире. Нынешний Интернет не выходит за рамки электронного царства. Цель гиперссылок на объекты состоит в том, чтобы расширить Интернет до физического мира, прикрепляя теги с URL-адресами к материальным объектам или местоположениям. Эти теги объектов могут затем считываться беспроводным мобильным устройством, а информация об объектах и местоположениях извлекается и отображается.

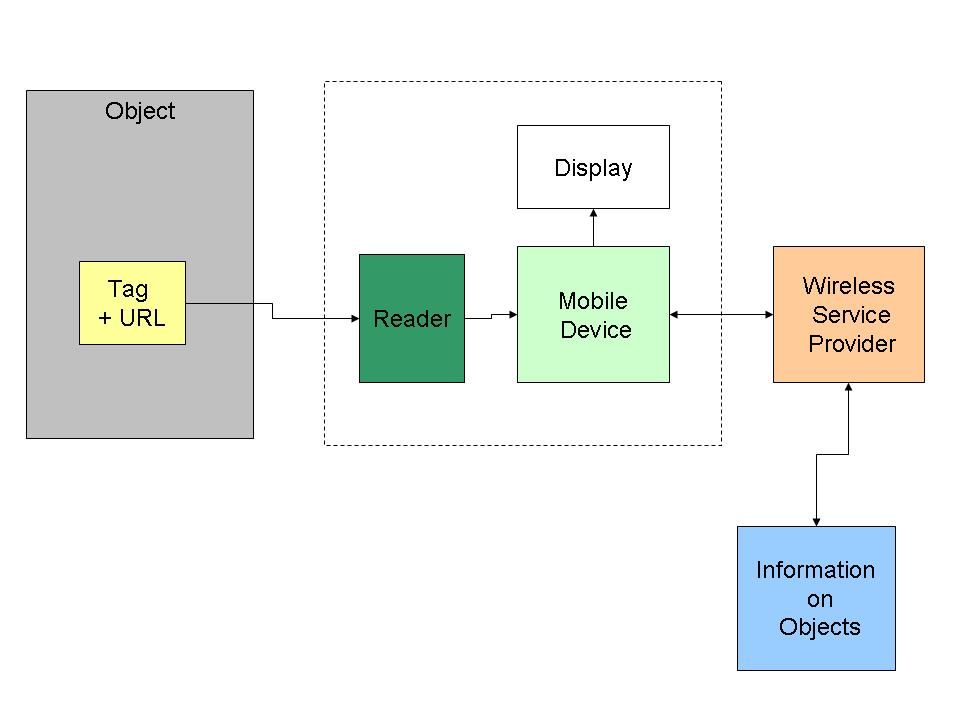
Компоненты схемы с использованием гиперссылок на объекты

Однако гиперссылка на объекты также может быть полезна для различных задач, например, для взаимодействия с объектами данных в администрировании базы данных или с управлением текстовым контентом.

## Компоненты системы
Связывание объекта или местоположения с Интернетом является более сложным процессом, чем связывание двух веб-страниц. Система гиперссылок объекта требует семи компонентов:
- Тег виртуального или физического объекта для идентификации объектов и местоположений. Некоторые системы маркировки описаны ниже. Чтобы теги объектов были расположены, они должны быть физически встроены в визуальные маркеры. Например, схема «жёлтая стрелка» [см. ниже] печатает SMS-метки на больших клейких желтых стрелках, которые затем можно прикрепить к зданиям и т. Д.
- Средство чтения физических тегов или поиска виртуальных тегов.
- Мобильное устройство, такое как мобильный телефон, КПК или портативный компьютер.
- Дополнительное программное обеспечение для мобильного устройства.
- Обычно открытая беспроводная сеть, такая как существующие сети 2G и 3G, для связи между портативным устройством и сервером, содержащая информацию, Информация о каждом связанном объекте. Эта информация может быть на существующих страницах, в существующих базах данных с информацией о ценах и т. д. Или может быть специально создана.
- Дисплей для просмотра информации о связанном объекте. В настоящее время это, скорее всего, экран мобильного телефона.

## Теги и системы чтения тегов
Существует ряд различных конкурирующих систем маркировки.

### RFID метки
Устройство радиочастотной идентификации (также известное как «RFID») представляет собой небольшой приемоответчик, который может считываться с близкого расстояния приемопередатчиком (считывателем). Поскольку метки RFID могут быть очень маленькими, они часто встраиваются в более видимый маркер, чтобы их можно было найти.
```
RFID
-считыватель может быть добавлен к существующему мобильному телефону в качестве оболочки. Nokia производит такую оболочку для своего мобильного телефона 3220. Все больше и больше мобильных телефонов имеют возможность 
RFID
 / NFC, поскольку такие мобильные телефоны с поддержкой 
RFID
 / NFC могут использоваться для безналичных платежей и других целей.
```

```
С 2005 года путешественники в городе Ханау, недалеко от Франкфурта, Германия, могут оплачивать автобусные билеты, передавая свои телефоны Nokia через считыватель смарт-карт, установленный в автобусах. Другие приложения для мобильных телефонов с поддержкой 
RFID
 включают обмен электронными визитными карточками между телефонами и использование мобильного телефона для регистрации в аэропорту или отеле. Два 
RFID
-совместимых устройства могут также использоваться для обеспечения одноранговой передачи данных, таких как музыка, изображения или для синхронизации адресных книг.
```

### Графические теги
Графический тег состоит из изображения на маркере, которое может быть прочитано камерой мобильного телефона. Существует ряд конкурирующих систем, включая открытые стандарты, такие как QR-коды быстрого реагирования, Datamatrix, Semacodes [1] (на основе Datamatrix) и штрих-коды; или проприетарные системы, такие как ShotCodes. Конструкция таких схем кодирования должна быть достаточно богатой, чтобы включать в себя много информации и достаточно надежной, чтобы метка могла быть прочитана, даже если она частично скрыта или повреждена: метки могут находиться снаружи зданий и подвергаться износу и погодным условиям.
```
Графические теги имеют ряд преимуществ. Их легко понять и дешево производить. Они также могут быть напечатаны практически на всем, включая футболки. Штрих-коды являются особенно привлекательной формой тегирования, потому что они уже очень широко используются, и телефоны с камерами могут легко их прочитать.
```

### СМС-теги
Тег SMS содержит короткий буквенно-цифровой код, который может быть напечатан на маркере или нарисован мелом на стене. Служба коротких сообщений затем используется для отправки кода и возврата сообщения. Желтые стрелки [2] являются примером такой формы пометки.

### Виртуальные теги
В виртуальной системе тегов нет физического тега в определенном месте. Вместо этого URL как мета-объект связан с набором географических координат. Используя службы определения местоположения, мобильный телефон, который входит в определенную область, можно использовать для получения всех URL-адресов, связанных с этой областью. Площадь может быть установлена на несколько метров или намного шире.

### Hardlink
Жесткая ссылка — это буквенно-цифровая комбинация, такая как общее имя объекта или номер детали, которая при вводе в веб-браузер сотового телефона, ориентируясь на базу данных жестких ссылок, возвращает информацию, которая могла храниться о целевом объекте.

## Приложения
- Описанные выше системы гиперссылки на объекты позволят связать исчерпывающую и редактируемую информацию с любым объектом или местоположением. Как лучше всего использовать эту возможность, еще неизвестно. То, что появилось до сих пор, представляет собой смесь социальных и коммерческих приложений.
- Издатели путеводителей «Одинокая планета» выпускают желтые стрелки вместе с одним из своих путеводителей и рекомендуют путешественникам оставлять метки для историй и комментариев, куда бы они ни направлялись.
- Siemens видит свою виртуальную систему тегов, которая используется для маркировки туристических сайтов, а также для отправки сообщений друзьям. Они также предполагают, что виртуальные теги могут быть использованы для связи рекламы с местоположениями. [3]
- Nokia продемонстрировала, что, когда телефон 3220 с прикрепленной оболочкой RFID подключается к рекламе с поддержкой RFID, можно прочитать URL-адрес и вернуть информацию о рекламируемом продукте или услуге на телефон.
- Японские потребители могут читать штрих-коды со своих мобильных телефонов и загружать сравнительные цены с Amazon.
- Semapedia создала систему для связи физических объектов и статей в Википедии с использованием схемы тегов Semacode. Могут быть созданы графические теги, которые ссылаются на URL-адреса отдельных статей Википедии. Затем эти теги можно прикрепить к физическим объектам, упомянутым в статьях Википедии. Чтение тега с помощью телефона с камерой затем извлечет статью из Википедии и отобразит ее на экране телефона, создав «Мобильную Википедию».
- Альтернативой использованию 2-мерных штрих-кодов является применение методов компьютерного зрения для идентификации более сложных моделей и изображений. Такие компании, как kooaba, Daem или Neven Vision (приобретенные Google в 2006 году) [7] разрабатывают платформы для распознавания изображений, чтобы превратить любое изображение в объектные гиперссылки.
- Microsoft разработала систему для создания гиперссылок с использованием сопоставления изображений.